# マイケル・リーグ

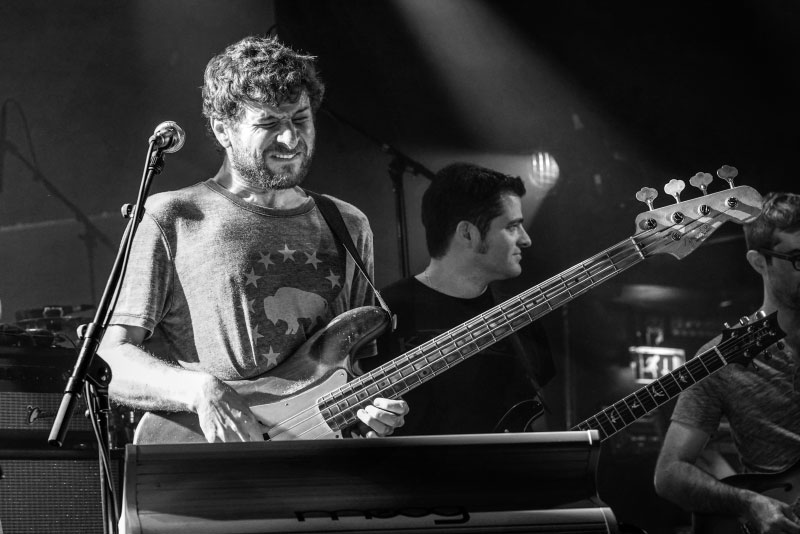
2019年、デンマークのオーフスにて

マイケル・リーグ(Michael Kellyrea League、1984年4月24日生まれ) は、アメリカの作曲家、プロデューサー、マルチ楽器奏者。

## 概要
彼は、ニューヨークを拠点とするインストゥルメンタル・バンド「スナーキー・パピー」と国際音楽アンサンブル「ボカンテ」のバンドリーダーである。また、キーボーディストのヘンリー・ヘイと共にバンド「フォーク」を設立し、レコード・レーベル「GroundUP Music」のオーナー兼創設者でもある。 リーグは4回グラミー賞を受賞している。
リーグは1984年4月24日にカリフォルニアで生まれた。 彼は幼い頃から音楽に惹かれ、13歳でギターを弾き始めた。 17歳の時、高校のジャズバンドに誘われてベースを始める。 ノース・テキサス大学でジャズを学び、キーボーディストの「バーナード ライト」の非公式な指導の下、ダラスのゴスペルとR&Bシーンで3年間演奏した。 そこでウォルター・ホーキンス、カーク・フランクリン、 マーヴィン・サップ、マイロン・バトラー＆リーバイ、イスラエル・ホートンなどのゴスペル・アーティストと共演し、ポッターズ・ハウスでも頻繁に演奏した。 また、エリカ・バドゥのバックバンド、ザ・グリッツのレギュラーメンバーでもあった。リーグは2009年にニューヨークのブルックリンに移転。

## 音楽キャリア
リーグは、北テキサス大学の大学1年生のときに、当初は彼と9人の仲間で構成されていた「スナーキー・パピー」 を結成した。彼は彼らのオリジナル曲のほとんどを作曲し、バンドがリリースしたすべてのアルバムをプロデュースした。
彼は、ローラ・ムヴラ、レイラ・ハサウェイ、ジョー・ウォルシュ、クリス・シーリ、マイケル・マクドナルド、テレンス・ブランチャード、エスペランサ・スポルディング、ジョシュア・レッドマン、ウェイン・クランツ、クリス・ポッター、サリフ・ケイタ、エリアデス・オチョア、ファトゥーマタ、ディアワラ、バッセコウ・クヤテ、スサナ・バカ、カルデシュ・トゥルクラーなど、さまざまなジャンルのアーティストと共演または録音してきた。彼は現在、ベッカ・スティーヴンスとミシェル・ウィリスと共に、デヴィッド・クロスビーのライトハウス・ツアー・バンドの音楽監督を務めている.
2014年、リーグは、アルバム『Family Dinner – Volume 1』のブレンダ・ラッセルとデイヴィッド・フォスターの曲「Something」のライブ・パフォーマンスで、スナーキー・パピーとララ・ハサウェイとのベストR&Bパフォーマンスで初のグラミー賞を受賞した。  2016年、スナーキー・パピーとメトロポール・オーケストラのコラボレーション・アルバムで、ジュールズ・バックリーが指揮を執り、2017年にバンドのフォローアップ・アルバムであるカルチャ・ヴルチャと同様に、グラミー賞のベスト・コンテンポラリー・インストゥルメンタル・アルバムを受賞した。 「スナーキー・パピー」の2020年のアルバム『<i id="mwVQ">Live at the Royal Albert Hall』は、歴史的なロンドンの会場で完売した観衆の前で</i>録音され、2021年のグラミー賞最優秀コンテンポラリーインストゥルメンタル・アルバムを受賞した。 
リーグは2016年に世界とブルースのアンサンブル、ボカンテを結成し、バンドのために2つのアルバム、『ストレンジ・サークルズ』と『ホワット・ヒート』をプロデュースした。『ストレンジ・サークルズ』は GroundUP Music からリリースされ、 『ホワイト・ヒート』はジュールズ・バックリーとメトロポール・オーケストラとのコラボレーションでもあり、2018年9月28日にReal World Records からリリースされた。  2019 年、『What Heat』はグラミー賞のベスト・ワールド・ミュージック・アルバム部門にノミネートされた。 
リーグが2016年にプロデュースしたデヴィッド・クロスビーのアルバム『ライトハウス』の1曲（By The Light Of Common Day）には、クロスビー、リーグ、ベッカ・スティーブンス、ミシェル・ウィリス (ピアノにビル・ローレンス) がフィーチャーされていた。このカルテットは、クロスビーの 2018年のアルバム『Here If You Listen』からLighthouse Bandとして活動した。その後、バンドは 2018年11月と12月に6週間ツアーを行った。 

## 制作作品（抜粋）
マイケル リーグは、次のようなアーティストの 42 枚のアルバムでプロデューサーまたは共同プロデューサーとして働いています。  
- デヴィッド・クロスビー
- デヴィッド・クロスビー、ミシェル・ウィリス、ベッカ・スティーブンス、マイケル・リーグ
- スナーキー・パピー(全13枚のアルバム)
- ボカンテ＋メトロポール・オーケストラ（ジュールズ・バックリー指揮）
- スサナ・バカ
- ベッカ・スティーブンス
- ビル・ローレンス
- フォーク
- ルーシー・ウッドワード
- アリソン・ウェディング
- マリカ・チロリエン
- ジセラ・ジョアン

## GroundUP ミュージック フェスティバル
2017年、GUMFestとしても知られる GroundUP 音楽祭が、マイアミのノース・ビーチにあるノース・ビーチ・バンド・シェルの敷地内で初開催した。 最初のGroundUPミュージック・フェスティバルは、アンディ・ハーウィッツによって開始され、ポール・レアによって監督され、マイケル・リーグによって芸術的に監督された。 このフェスティバルでは、「スナーキー・パピー」によるパフォーマンスが3晩すべてで行われ、リーグがキュレーションしたラインナップには、デビッド・クロスビー、ベラ・フレック、フレックトーンズ、ザ・ウッド・ブラザーズ、ロバート・グラスパー、ノウアー、コンチャ・ブイカ、C4トリオ、ペドリト・マルティネス、ジョジョ・メイヤーが出演している。 メイヤー+ナーヴ、 マーク・ギラナのビート・ミュージック、ジョン・メデスキーのマッド・スキレット、チャーリー・ハンター・トリオ、ローラ・ムブラ、エリアデス・オチョア、 エスペランサ・スポルティング、ライオネル・ルーク、ジョシュア・レッドマン、テレンス・ブランチャード、およびGroundUP Music の全メンバーその他。  マイアミのGroundUP Music Festivalは現在、毎年恒例のイベントとして計画されている。